# TATAA Biocenter AB
TATAA Biocenter AB är ett svenskt bioteknikföretag grundat 2001 av professor Mikael Kubista med kollegor. Företaget är specialiserat på molekylärbiologiska analystjänster med fokus på realtids-PCR, digital PCR, genexpressionsanalys och molekylär diagnostik. Det erbjuder även utbildningar och arbetar med kunder inom både akademisk forskning och läkemedelsindustrin.

## Historia
TATAA Biocenter grundades 2001 av professorerna Mikael Kubista och Anders Ståhlberg tillsammans med civilingenjör. Neven Zoric, och med vetenskapligt stöd av professorerna Stephen Bustin, Michael Pfaffl, Vladimir Benes, Anders Ståhlberg och Ales Tichopad. Samtliga var pionjärer inom kvantitativ PCR (qPCR) och kända för att bl.a. ha publicerat MIQE-riktlinjerna för användning av qPCR och digital PCR (dPCR) teknikerna. Bolagets nyckelpersoner var verksamhetschefen Jens Björkman och forskningschefen Robert Sjöback. Företaget etablerades som ett center för avancerade molekylärbiologiska analyser och utbildning inom qPCR. Under sina första år byggde TATAA ett starkt internationellt rykte inom kvalitetskontrollerade molekylära tjänster och laboratoriestandarder. Genom att kombinera avancerad teknik med starkt metodfokus expanderade bolaget sin verksamhet till bland annat biomarkörvalidering, läkemedelsutveckling och regulatoriska analyser. Företaget deltog även i flera EU-finansierade samarbetsprojekt och ansågs vara ett av världens bäst utrustade laboratorier för molekylära analyser.
2014 introducerade TATAA icke-invasiv fosterdiagnostik i Sverige.
TATAA var även drivande i utvecklingen av nya PCR-tekniker. En sådan innovation är two-tailed PCR, en metod utvecklad av forskarna Mikael Kubista och Robert Sjöback.  Tekniken möjliggör mycket känslig och specifik detektion av RNA-transkript, särskilt mikroRNA, genom att använda hemiprober på primern som binder till målsekvensen.  Metoden används i såväl forskning som klinisk diagnostik och har patenterats internationellt. 
När covid-19-pandemin bröt ut 2020 blev TATAA en nyckelaktör i Sveriges PCR-testning av SARS-CoV-2. Företaget skalade snabbt upp sin kapacitet och tog emot både offentliga och privata uppdrag. och man bidrog till att avslöja bedragare, Samma år investerade det amerikanska riskkapitalbolaget Care Equity kontrollerat av Peter Batesko, i TATAA Biocenter.

## Investering och ägarkonflikt
År 2020 investerade Care Equity i TATAA Biocenter för att möjliggöra utveckling mot cell och genterapi och global expansion. Care Equity krävde omfattande omstrukturering av bolagen. Juridisk rådgivning till Care Equity i Sverige gavs av advokater från Lindahl Advokatbyrå, som planerade strukturaffärerna, och till Kubista och hans kollegor av advokatbyrån Glimstedt, senare Norma Advokater. TATAA Biocenter blev helägt av Delawareregistrerade Bioholdings LP, som påminner om ett svenskt kommanditbolag. Bioholdings LP kontrolleras av den amerikanske investeraren Peter Batesko. Majoritetsägare var Care Equity, som också kontrolleras av Batesko. Kubista och hans kollegor erhöll en minoritetsandel via ett svenskt holdingbolag.
Den av Care Equitys advokater planerade omstrukturering godkändes inte av bolagsverket, vilket tvingade fram en extraordinär lösning med ytterligare ett holdingbolag, för Kubista och hans kollegor, som blev moderbolag för det ursprungliga.
I februari 2023 skulle dessa två holdingbolag fusioneras. Norma advokater rekommenderade först en nedströmsfusion, varvid moderbolaget skulle upplösas, men ändrade sig i sista stund och rekommenderade en uppströmsfusion istället. Enligt svensk aktiebolagslag, 23 kap. 26 §, gäller följande vid fusion: "Det överlåtande bolagets tillgångar och skulder, med undantag för skadeståndsanspråk som har samband med fusionen, övergår i sin helhet till det övertagande bolaget." Det innebär att vid en fusion övertar det övertagande bolaget alla rättigheter och skyldigheter från det överlåtande bolaget, inklusive aktieägaravtal.
Men Peter Batesko tyckte annorlunda. Han menade att Kubista och hans kollegor hade sitt ägande i Bioholdings LP och därmed i TATAA Biocenter genom det absorberade dotterbolaget, som alltså inte fanns längre. Visserligen hade Kubista och hans kollegor kunnat begära att flytta sitt ägande till moderbolaget, men det krävde Bateskos skriftliga godkännande, vilket skulle inhämtas i förväg. Norma advokaterna hade i och för sig informerat Lindahl advokaterna per email om den stundande uppströmsfusionen, men missade att inhämta Bateskos skriftliga godkännande. Någon feedback från Lindahl advokaterna fick man inte. Batesko vägrade godkänna fusion i efterhand och på det viset berikade han Care Equity och sig själv på Kubistas och hans kollegors bekostnad.
Den 11 juni 2023 avsattes Mikael Kubista som VD av en styrelse utsedd av Care Equity och kort därefter förklarades grundarnas aktier ogiltiga, motsvarande ett värde om cirka 77,5 miljoner kronor. Care Equity meddelade samtidigt att man ämnade kräva Kubista och hans kollegor på skadestånd för avtalsbrott.

## Rättsprocesser och kritik
Grundarna har stämt sin tidigare juridiska rådgivare, Norma Advokater (tidigare Glimstedt advokatfirma), för bristande rådgivning. Tingsrätten i Göteborg har beslutat att ärendet ska prövas i allmän domstol och att advokatbyråns ansvarsbegränsning på fem miljoner kronor inte var giltigt kommunicerad. Samtidigt har Peter Batesko, både personligen och genom bolag han kontrollerar, inlett flera rättsprocesser mot Mikael Kubista, grundarnas ägarbolag samt deras advokat. och deras vetenskapliga rådgivare. Dessa rättsliga åtgärder har av flera oberoende aktörer beskrivits som SLAPP-stämningar (Strategic Lawsuits Against Public Participation) – ett medel för att tysta opposition och kritik.

## Priser och utmärkelser
År 2012 utsågs Mikael Kubista till årets pionjär i västra Sverige för utvecklingen av TATAA Biocenter.
År 2013 tilldelades TATAA Biocenter utmärkelsen "European Molecular Diagnostics Services Customer Value Leadership Award" av analysföretaget Frost & Sullivan. Utmärkelsen motiverades med TATAAs omfattande tjänsteutbud, högkvalitativa laboratoriestandarder och starka kundfokus.